# Bolano
Bolano (Bolàn in ligure e nella variante locale) è un comune italiano di 7 506 abitanti della provincia della Spezia in Liguria.

## Geografia fisica

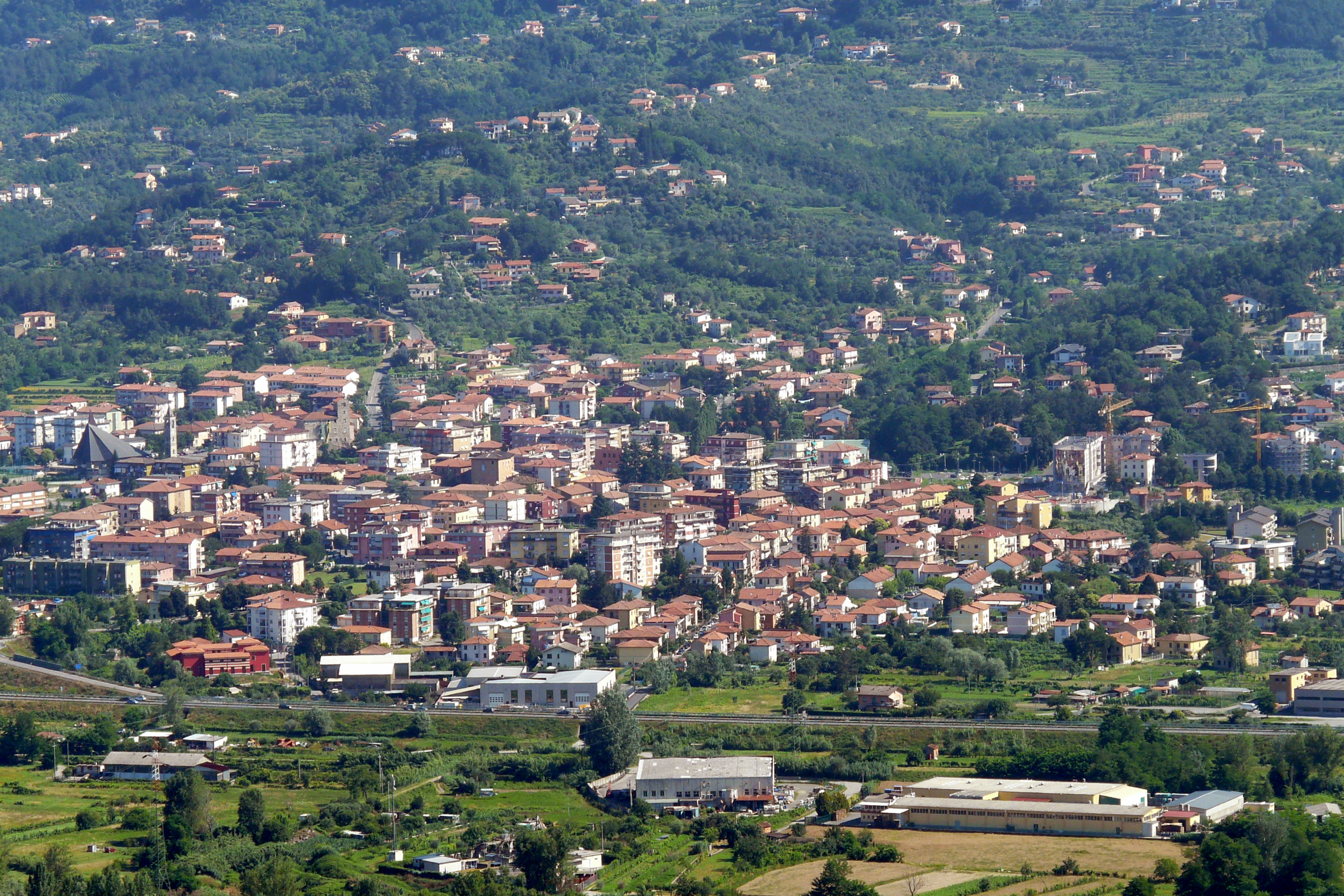
Panorama della frazione di Ceparana

Il comune si trova nell'entroterra dello Spezzino, situato al confine tra le regioni Liguria e Toscana e in una posizione dominante sulla confluenza dei fiumi Vara e Magra. Alla piana alluvionale di Ceparana, si contraddistingue un territorio tipicamente ligure con terrazzamenti per la coltivazione agricola e ampie distese di uliveti e boschi di castagni, lecci e olmi.
Proprio nella piana di Ceparana ha termine l'antica Alta Via dei Monti Liguri, un percorso naturalistico lungo 442 km che partendo dall'estremo ponente ligure, precisamente a Ventimiglia, si sviluppa sullo spartiacque delimitante il versante costiero ligure raggiungendo il settore levantino.
Parte del territorio fa parte del Parco naturale regionale di Montemarcello-Magra-Vara.

## Origini del nome
Bolano è di evidente origine romana; si può confrontare con Bola - antichissima città del Lazio, scomparsa durante l'Impero -, ma soprattutto con il cognomen latino Bolanus, da cui trae il nome, che, tra l'altro viene citato da Cicerone ["M.Bolanum tibi magnopere commendo","Ti raccomando vivamente M.BOLANO"; e ancora:"M.Bolanum, virum bonum et fortem et omnibus rebus ornatum meumque veterem amicum", traduzione: "M.BOLANO, uomo buono e forte e colmo di tutti i beni, nonché mio vecchio amico"], e pure Orazio, dopo avergli dovuto dare uno strappo lungo la Via Sacra, nomina un certo Bolano, arrivista e scocciatore che non voleva saperne di lasciarlo in pace, esclamando:"O te BOLANE cerebri felicem", cioè:"Beato te, BOLANO, per la tua testa calda!".
Il cognomen Bolanus si legò a quello Vettius. Difatti, come comprovato da diverse epigrafi, le due familiae romane, all'inizio distinte, si unirono in seguito definitivamente, tanto che Publio Papinio Stazio racconta di un Vettius Bolanus, Trionfatore in Armenia, forse lo stesso che Tacito fissa nella Storia con queste parole: "Praeerat tunc Britannie Vettius Bolanus", "In quel tempo aveva il comando in Britannia Vezio Bolano".
Ma questo filo tra le due famiglie romane lo si può benissimo constatare ancor oggi analizzando la toponomastica di un paese che si trova giusto sul colle dirimpetto a Bolano: Vezzano Ligure. Se, infatti, Bolano deriva dal gentilizio Bolanus, Vezzano certamente trae il nome dal cognomen Vettius. Una curiosità: volendo essere rigorosi, da Bolanus avrebbe dovuto derivare Bolananus, in quanto aggettivo, quest'ultimo, del sostantivo, ma la tradizione orale soppiantò il doppio suffisso, sì da giungere infine alla parola medioevale Bolanus.

## Storia

### Percorso storico
Secondo le fonti storiche i primi abitanti furono i Liguri Apuani e proprio risalenti a quel periodo risultano i ritrovamenti funebri nella piana di Ceparana e una tomba a cassetta, trovata nel 1882 in località Viara, i cui resti sono conservati al museo civico archeologico Ubaldo Formentini della Spezia.
Il borgo venne strappato ai Liguri dalle legioni romane del console Claudio Marcello a metà del II secolo a.C. affidandolo poi, secondo l'uso, a veterani dell'esercito tra cui un tale Vetius Bolanus da cui il paese trarrebbe il nome. Da quel momento venne insediata, nei pressi dell'attuale zona di Ceparana, una statio, servizi di ricovero, assistenza e difesa. Il territorio attraversò poi le vicissitudini e il declino conseguenti alla caduta dell'Impero romano d'Occidente e all'invasione dei Barbari.
Seguì poi la dominazione longobarda ed è a quell'epoca che risale la nascita del borgo, il nucleo abitato denominato Curtis Bolanaese, che godette di una sostanziale autonomia economica, destinata a sopravvivere anche dopo la conquista dei Franchi sul finire dell'VIII secolo.
In età feudale vide sul proprio territorio il dominio dei vescovi di Luni, già possessori dei vicini territori a cavallo tra Liguria e Toscana, che dotarono dal 1204 Bolano di autonomi statuti considerati tra i più antichi della Lunigiana. 
La proprietà del feudo fu quindi acquisita dal 1318 dai marchesi Malaspina e tale appartenenza venne confermata nel diploma dell'imperatore Carlo IV di Lussemburgo nel 1355. 
La dominazione della famiglia malaspiniana non fu mai pienamente accettata dalla popolazione bolanese tanto che, ciclicamente, i feudatari dovettero affrontare negli anni rivolte e dissidi fino alla sottomissione del feudo, sul finire del XIV secolo, alla supremazia di Gian Galeazzo Visconti divenuto in quel tempo anche vicario imperiale della Lunigiana. Ben presto il controllo dei Visconti divenne un vero e proprio dominio feudale dal 1398, feudo che alla morte di Gian Galeazzo passò nelle mani del figlio illegittimo Gabriele Maria Visconti, signore di Pisa. 
Già nel 1408, però, la popolazione si schierò apertamente per una dedizione francese e quindi per la Repubblica di Genova a quel tempo stretta alleata del re di Francia. La dominazione genovese su Bolano perdurò fino al 1436 quando ritornò nelle mani dei Malaspina che, negli anni seguenti, intensificarono il rapporto con il Ducato di Milano che, di fatto, governò il feudo bolanese durante la giovinezza del marchese Antonio III Malaspina, ossia fino al 1494.

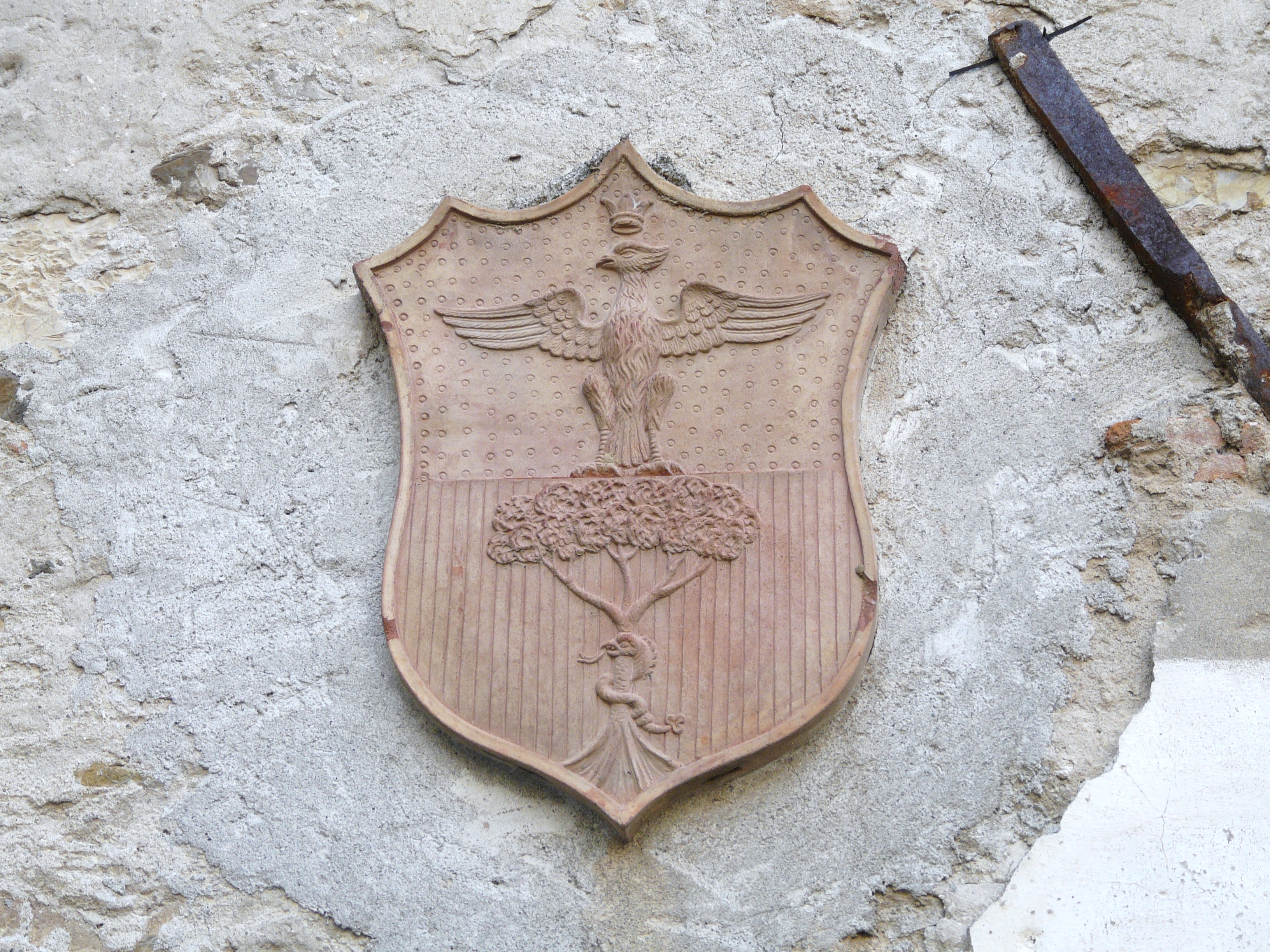
Stemma nobiliare infisso in un palazzo del centro storico

Dopo una breve parentesi nel 1512, quando Bolano fu nuovamente di proprietà della repubblica genovese, il dominio feudale dei Malaspina tramontò ancora nel 1525 quando il duca Francesco II Sforza, signore di Milano, sciolse il vassallaggio malaspiniano liberando i bolanesi ai vincoli che li legavano alla famiglia. L'azione fu il pretesto per un nuovo cambiamento che portò, per i contrasti sempre vivi, inevitabilmente verso il Banco di San Giorgio dando vita ad un lungo contenzioso tra i Malaspina, Genova e il Ducato di Milano che si concluse apparentemente nel 1540 con la sentenza del Senato di Milano dove si disponeva il ripristino delle terre agli antichi proprietari. Il Banco, tuttavia, non accettò la sentenza e passò nel 1561 il feudo alla Repubblica di Genova che, dopo averne rilevati i diritti nel 1586 dai Malaspina, elevò Bolano a sede della locale podesteria, dipendente dal commissariato di Sarzana, seguendone le sorti fino alla dominazione francese.
Con la nuova dominazione napoleonica Bolano rientrò dal 2 dicembre 1797 nel Dipartimento del Golfo di Venere, con capoluogo La Spezia, all'interno della Repubblica Ligure. Dal 28 aprile 1798 con i nuovi ordinamenti francesi, Bolano rientrò nel II cantone, come capoluogo, della Giurisdizione di Lunigiana. Dal 1803 fu centro principale del I cantone della Lunigiana nella Giurisdizione del Golfo di Venere e dal 13 giugno 1805 al 1814, annesso al Primo Impero francese, inserito nel Dipartimento degli Appennini.
Nel 1815 fu inglobato nella provincia di Levante del Regno di Sardegna, così come stabilì il Congresso di Vienna del 1814, e successivamente nel Regno d'Italia dal 1861. Dal 1859 al 1927 il territorio fu compreso nel V mandamento di Sarzana del circondario di Levante facente parte della provincia di Genova prima e, con l'istituzione nel 1923, della provincia della Spezia poi.
Dal 1973 al 31 dicembre 2008 è stata la sede amministrativa della Comunità montana della Media e Bassa Val di Vara e, con le nuove disposizioni della Legge Regionale n° 24 del 4 luglio 2008, ha fatto parte fino al 2011 della Comunità montana Val di Vara.

### Simboli
Stemma
(DPR del 24 luglio 2007)
Gonfalone
Lo stemma e il gonfalone sono stati modificati con il decreto del presidente della Repubblica del 24 luglio 2007 che prevede l'aggiunta del capo di Genova.
Con regio decreto del 7 novembre 1941 erano stati concessi il gonfalone e lo stemma con la seguente descrizione araldica:

## Monumenti e luoghi d'interesse

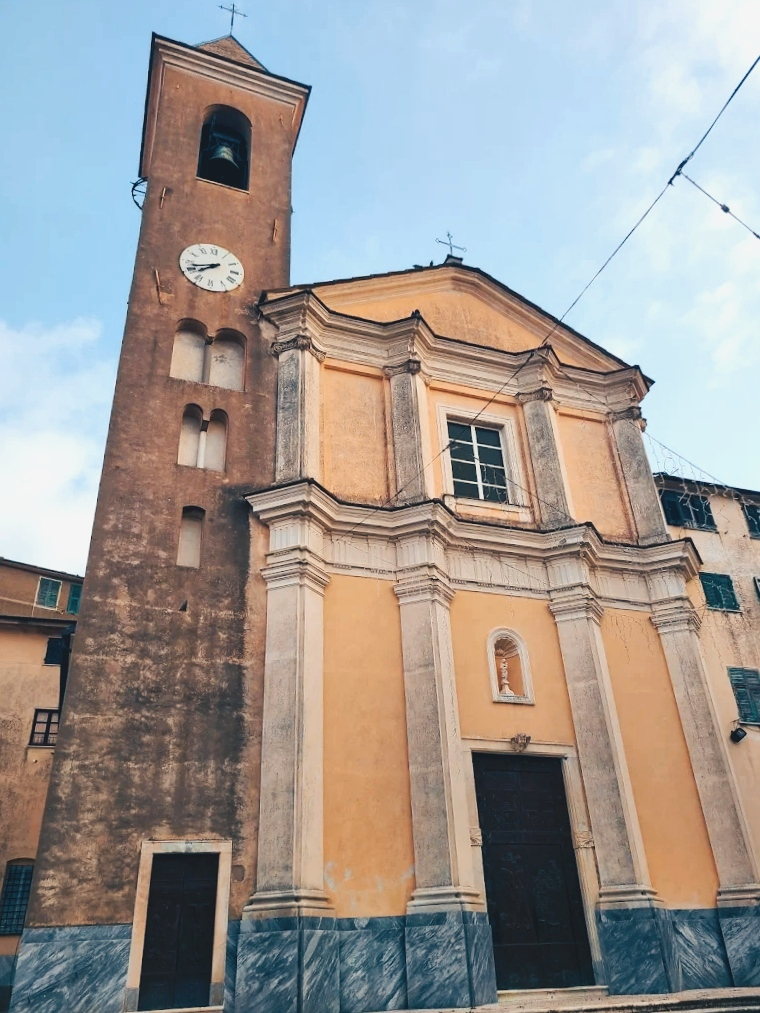
La chiesa parrocchiale di Santa Maria Assunta nel borgo di Bolano

### Architetture religiose
- Chiesa parrocchiale di Santa Maria Assunta. Antica pieve situata nel borgo vecchio di Bolano fu ampliata e ricostruita in stile barocco sul finire del XVIII secolo sui resti della più antica costruzione romanico-gotica, quest'ultima nominata per la prima volta nel 1149 nella bolla di papa Eugenio III, con la quale elencava le trentatré Pievi di Luni. Gli affreschi interni sono opera del pittore David Beghè di Calice al Cornoviglio, risalenti all'anno 1902.
- Oratorio di Sant'Antonio Abate e San Rocco. L'edificio, sito nel borgo storico di Bolano, è un convento edificato alla fine del XVI secolo e fu nei secoli sede di diversi enti religiosi e comunali, tra cui il municipio. Nel resoconto del cardinale Benedetto Lomellini del 1568 si precisa che a Bolano nell'oratorio esistevano due compagnie di Sant'Antonio e di San Rocco e che erano molto ben tenute e tutte fanno bene il debito loro. In un documento del 1584[17] vengono segnalati sei altari dedicati a santa Lucia, alla Purificazione della Vergine, a sant'Antonio (altare provvisto di una rendita notevole e sotto il patrocinio del rettore don Cesare De Grossi), a santa Maria Maddalena quod est societatis mulierum, posto sotto il patrocinio di fedeli donne ed infine a san Nicola che era armatus satis decente con una buona ancona e caro agli scolares di Bolano. Nel 1768 l'oratorio fu interdetto per beghe tra i francescani e la Diocesi. Riaperto nel 1930 la Confraternita fu ricostituita. Al suo interno, recentemente restaurato, sono conservati dipinti di Simone Barabino, Il Cristo condotto al Calvario,  di Stefano Lemmi ritraente la Madonna del Carmine ed il notevole Crocifisso della metà del XVII secolo.
- Chiesa parrocchiale della Santissima Annunziata nella frazione di Ceparana. L'antica parrocchiale, non più esistente, presentava affreschi interni ad opera del pittore spezzino Luigi Agretti.
- Cappella gentilizia dei Giustiniani, attigua all'omonimo castello-palazzo, edificata nel corso del XVIII secolo e dedicata alla Santissima Annunziata; all'interno è conservata un'ancona in marmo ritraente l'Annunciazione.
- Chiesa parrocchiale di Santa Croce nella frazione di Montebello.

### Architetture militari
Nella frazione di Ceparana è situato il Castello Giustiniani. Si tratta di un edificio che, attraverso vari interventi lungo i secoli, si è trasformato da abbazia benedettina in residenza nobiliare. Citato nel diploma di Ottone I del 963, il sito fu ulteriormente fortificato nell'XI secolo ad opera dei vescovi di Luni, proprietari del borgo. La proprietà del palazzo passò dal 1717 alla famiglia Giustiniani che trasformarono l'edificio in residenza signorile.
Il centro storico di Bolano ha mantenuto in parte l'antico impianto medievale di centro fortificato; disposto a forma di triangolo presenta negli angoli le antiche porte di accesso al borgo: la porta Castello, la porta Stazon e la porta Chilosi. Nella sommità del nucleo storico sono ancora oggi visibili, nel terrapieno, i resti dell'antico castello difensivo eretto dalla famiglia feudale dei Malaspina.

### Architetture civili
(Benedictus, 1257)

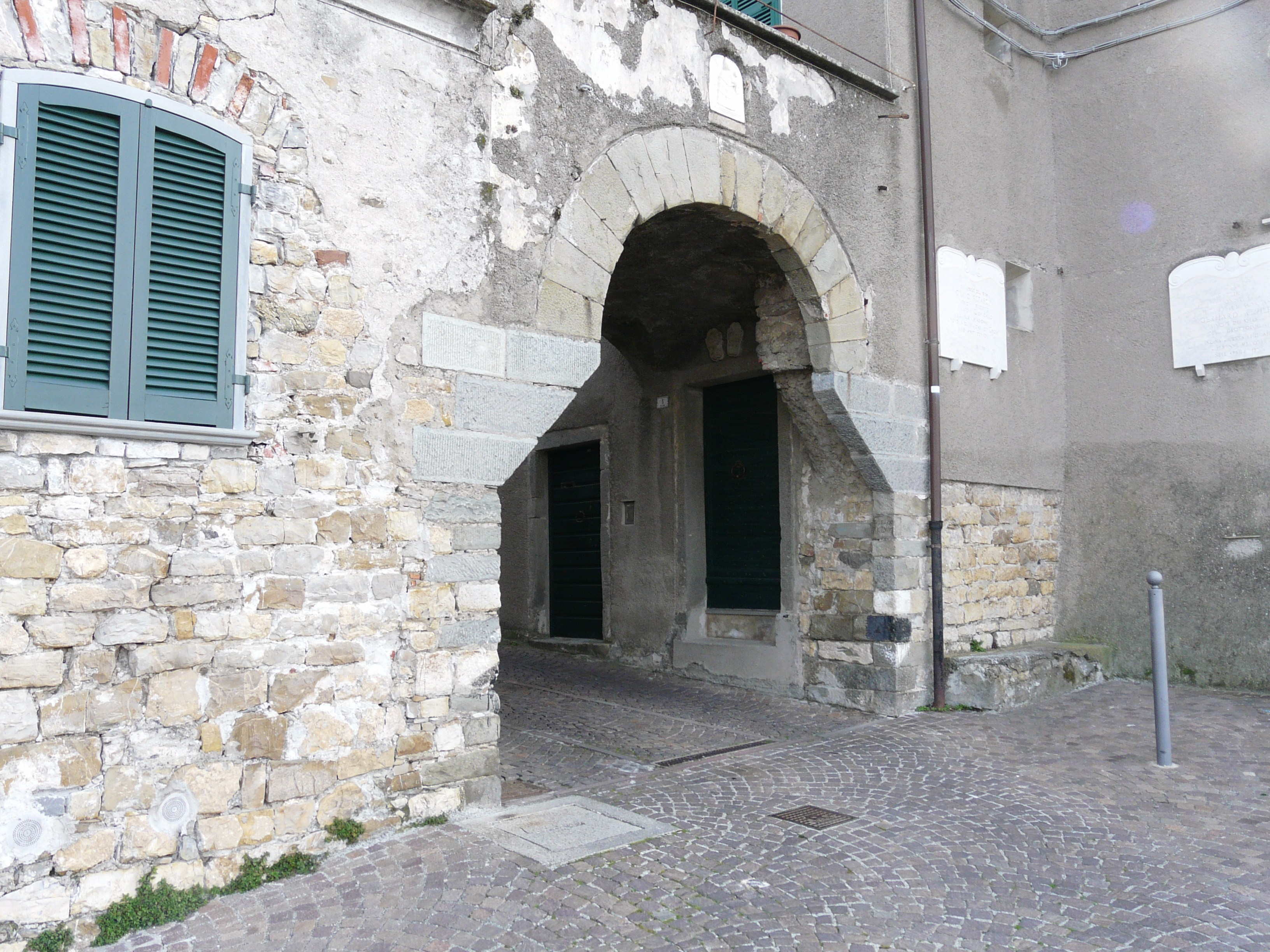
Porta Stazòn nel centro storico bolanese

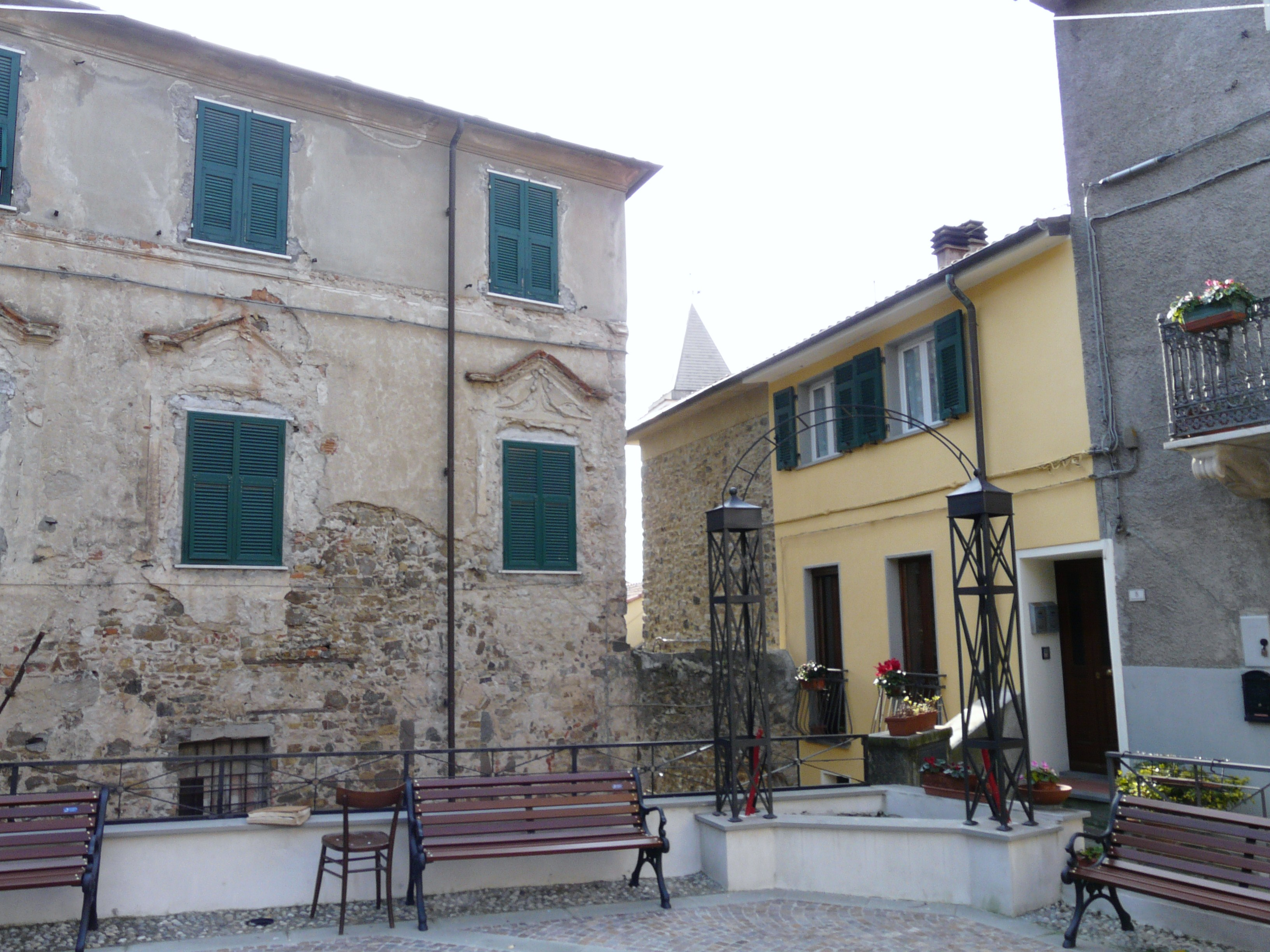
Piazzetta del centro storico di Bolano

La cosiddetta Stazòn è una delle tre porte antiche - seppure considerata tra le tre la più recente - che in passato segnavano i punti d'accesso all'interno del borgo bolanese; delle tre porte, è, forse, la più significativa da un punto di vista storico, in quanto permette di ipotizzare che Bolano sia stata adibita, in epoca romana, quale statio, ovvero, come luogo di vedetta. È ovvio, infatti, collegare il toponimo in dialetto locale, Stazòn, alla parola latina statio.
Così l'avvocato, nonché mecenate, Mario Grossi descrive Bolano in un suo libro, pubblicato nel dicembre del 1985, intitolato, appunto, "Stazòn":
(Mario Grossi, 1985)

## Società

### Evoluzione demografica
Abitanti censiti

La popolazione, in epoche passate, era a dir poco modesta. I primi dati demografici vengono forniti da monsignor Agostino Giustiniani (1470-1536), secondo il quale nei primi decenni del XVI secolo a Bolano erano presenti "trecentodieci foghi", ossia focolari, inteso come famiglie.
Adottando il comune coefficiente di 4-4,5 persone per fogo, si raggiunge la quota di 1200-1400 persone presenti nel territorio comunale bolanese, il quale, come comprova il Liber Decretorum, corrispondeva a quello odierno. Tuttavia, è bene sottolineare che questi dati non sono certamente esatti, bensì, come risulta dai resoconti delle visite pastorali di quell'epoca, eccessivi.

### Etnie e minoranze straniere
Secondo i dati Istat al 31 dicembre 2019, i cittadini stranieri residenti a Bolano sono 547, così suddivisi per nazionalità, elencando per le presenze più significative:
1. Marocco, 170
2. Albania, 111
3. Romania, 107

## Geografia antropica

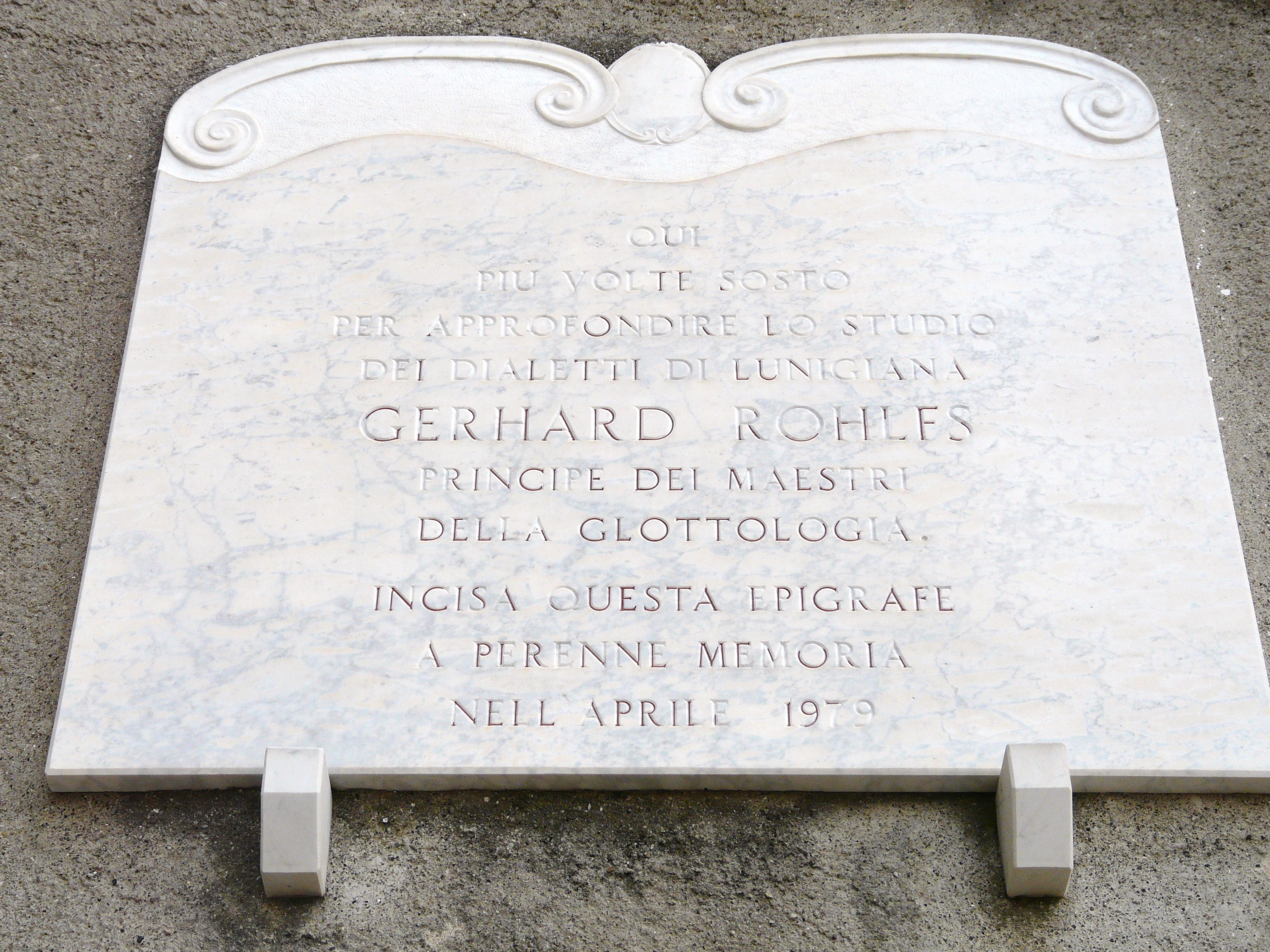
Targa in memoria del glottologo tedesco Gerhard Rohlfs nel centro storico di Bolano

Il territorio comunale, avente una superficie di 14,57 km2, può dividersi in tre centri abitati, così come prevede lo statuto comunale: il capoluogo del comune - Bolano - l'insediamento che meglio ha conservato la sua importanza medioevale; i tre insediamenti di Cima, di Mezzo e di Fondo formanti la frazione di Montebello e l'insediamento di Ceparana, il più popoloso ed esteso del comune.
Confina a nord con il comune di Tresana (MS), a sud con Follo, Vezzano Ligure e Santo Stefano di Magra, ad ovest con Podenzana (MS) e Follo e ad est con Podenzana e Aulla (MS).

## Economia

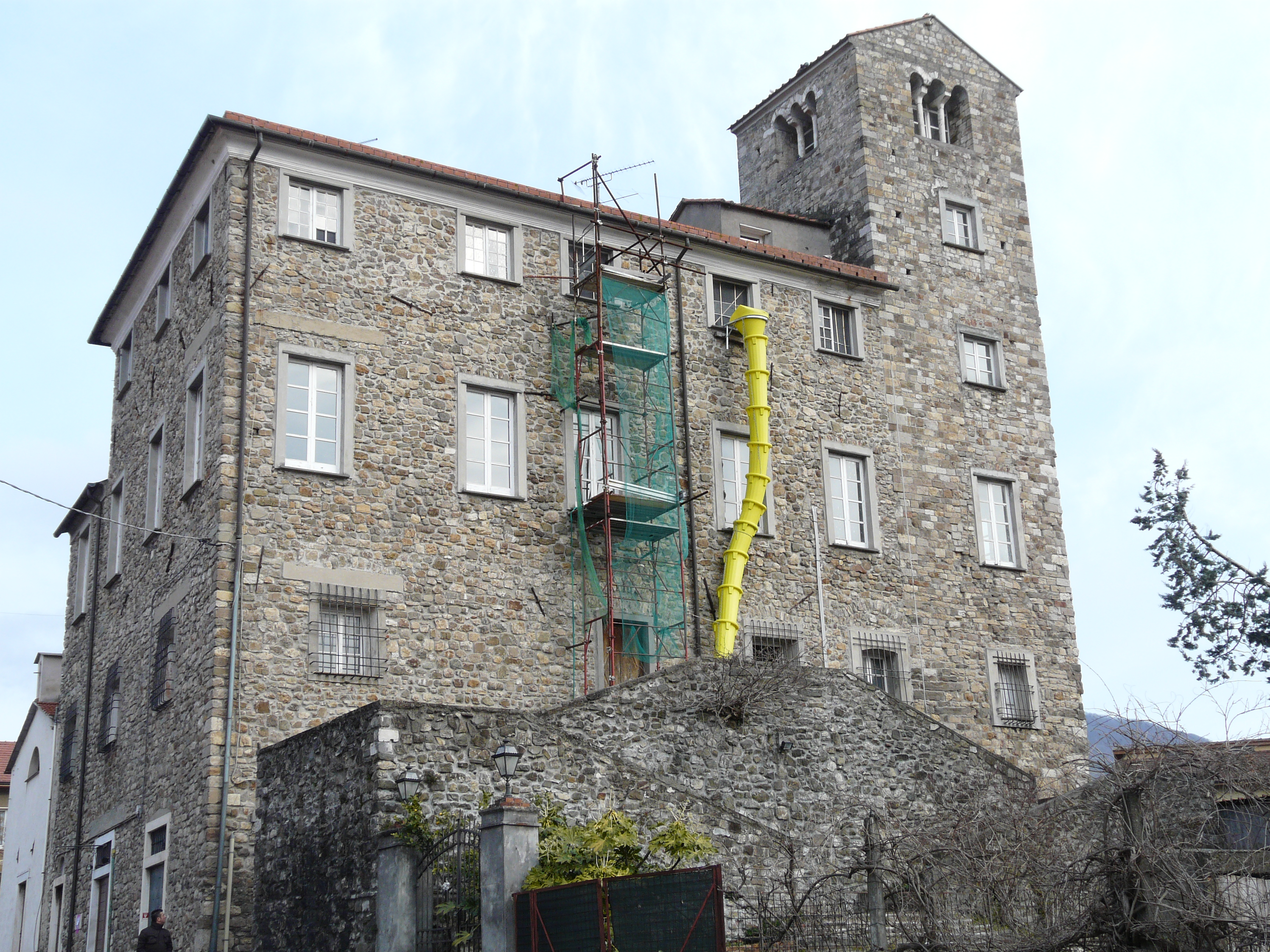
Il Castello Giustiniani a Ceparana

Nel territorio diffusa è l'attività legata all'agricoltura con la coltivazione di ortaggi, frutta e la produzione di vini. Bolano è famoso per la qualità dei propri vini da molti secoli; essi, infatti, vengono celebrati già nel XVII secolo da un poeta panicalese, Ventura Peccini, la cui opera, che discorreva dei luoghi della Lunigiana da lui visitati, purtroppo è andata perduta; alcuni brani del suddetto libro sono, tuttavia, riportati in un manoscritto di Bonaventura De Rossi, in possesso dei sig.ri Podestà Lucciardi di Sarzana. Così si menziona Bolano:
(Bonaventura De Rossi)
Nella zona di Ceparana, più sviluppata, sono presenti medie industrie meccaniche, metallurgiche e della lavorazione del marmo bianco.

Negli anni '90, fu la sede della libreria virtuale Librinet.com.

## Infrastrutture e trasporti

### Strade
Il centro di Bolano è attraversato principalmente dalla strada provinciale 14 che gli permette il collegamento stradale con le frazioni di Podenzana (MS), a nord, e la sua frazione di Ceparana a sud, quest'ultima attraversata dalla strada statale 330 di Buonviaggio
La frazione di Ceparana è stata dotata da luglio 2021,  di un casello autostradale A12 - Genova Rosignano M. -, unicamente Telepass, di sola entrata in direzione Pisa e di sola uscita provenendo da Aulla, Pisa e Livorno.

### Mobilità urbana
Dal comune di La Spezia un servizio di trasporto pubblico locale gestito dall'ATC garantisce quotidiani collegamenti bus con Bolano e per le altre località del territorio comunale.

## Amministrazione

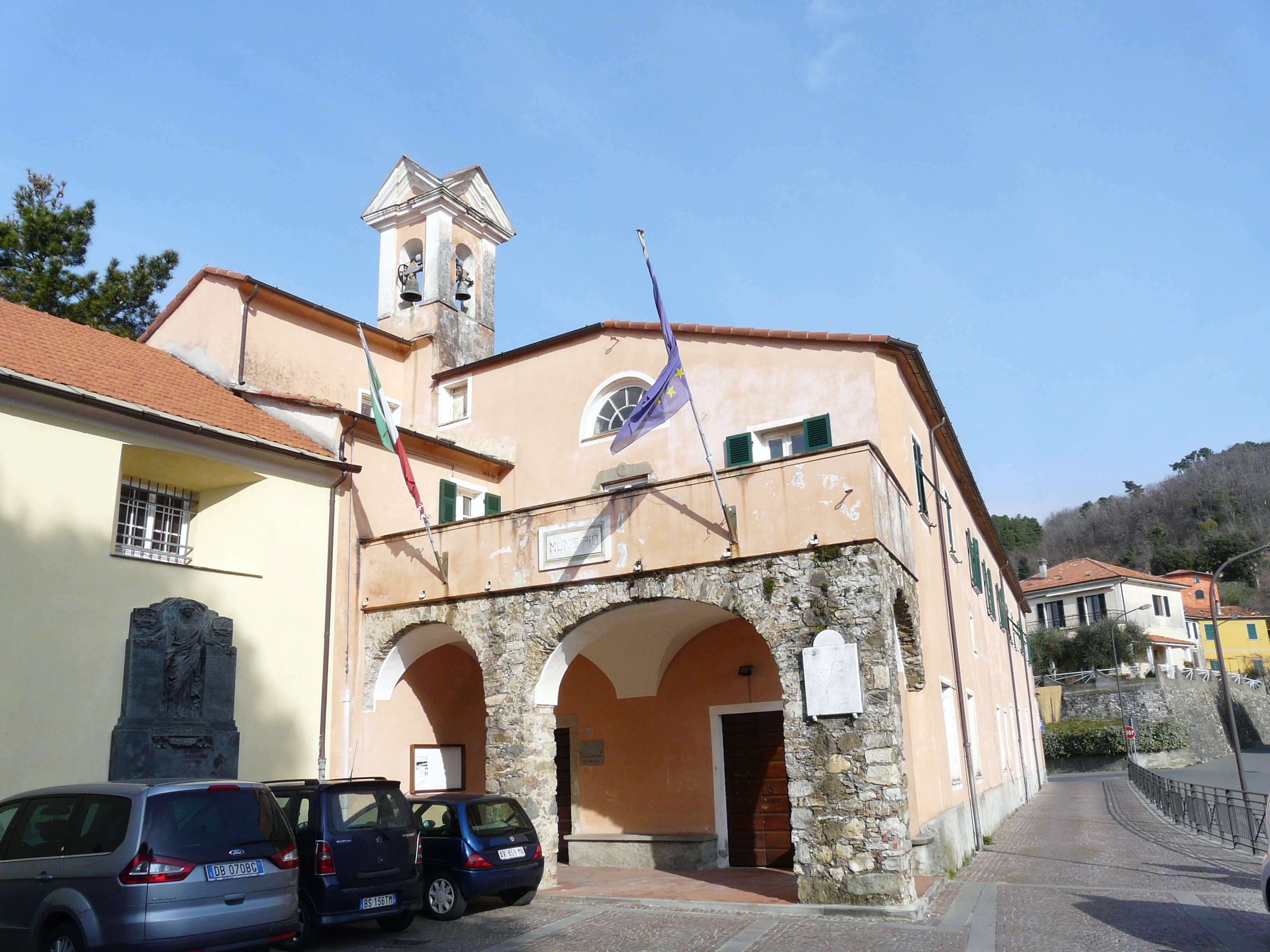
Il municipio

| Periodo         | Periodo         | Primo cittadino           | Partito                                            | Carica  | Note   |
| --------------- | --------------- | ------------------------- | -------------------------------------------------- | ------- | ------ |
| 1962            | 1980            | Natalino Adorni           | Democrazia Cristiana                               | Sindaco |        |
| 1981            | 16 ottobre 1985 | Piergiorgio Pesalovo      | Partito Socialista Italiano                        | Sindaco |        |
| 16 ottobre 1985 | 3 agosto 1990   | Piergiorgio Pesalovo      | Partito Socialista Italiano                        | Sindaco |        |
| 3 agosto 1990   | 2 marzo 1993    | Piergiorgio Pesalovo      | Partito Socialista Italiano                        | Sindaco | [ 24 ] |
| 20 marzo 1993   | 24 aprile 1995  | Eraldo Scappazzoni        | Democrazia Cristiana                               | Sindaco |        |
| 24 aprile 1995  | 14 giugno 1999  | Eraldo Scappazzoni        | lista civica di centro-sinistra                    | Sindaco |        |
| 14 giugno 1999  | 14 giugno 2004  | Eraldo Scappazzoni        | lista civica di centro-sinistra                    | Sindaco |        |
| 3 luglio 2004   | 8 giugno 2009   | Franco Ricciardi Giannoni | lista civica di centro-sinistra                    | Sindaco |        |
| 8 giugno 2009   | 26 maggio 2014  | Franco Ricciardi Giannoni | Uniti x la gente (lista civica di centro-sinistra) | Sindaco |        |
| 26 maggio 2014  | 27 maggio 2019  | Alberto Battilani         | Uniti x la gente (lista civica di centro-sinistra) | Sindaco |        |
| 26 maggio 2019  | 10 giugno 2024  | Alberto Battilani         | Uniti x la gente (lista civica di centro-sinistra) | Sindaco |        |
| 10 giugno 2024  | in carica       | Paolo Adorni              | Uniti x la gente (lista civica di centro-sinistra) | Sindaco |        |

## Sport
- A.S.D. Bolanese, militante nel campionato di Prima Categoria e di Seconda Categoria (squadra B).

- A.S.C.D. Ceparana Calcio, militante nel campionato di Seconda Categoria.

## Note

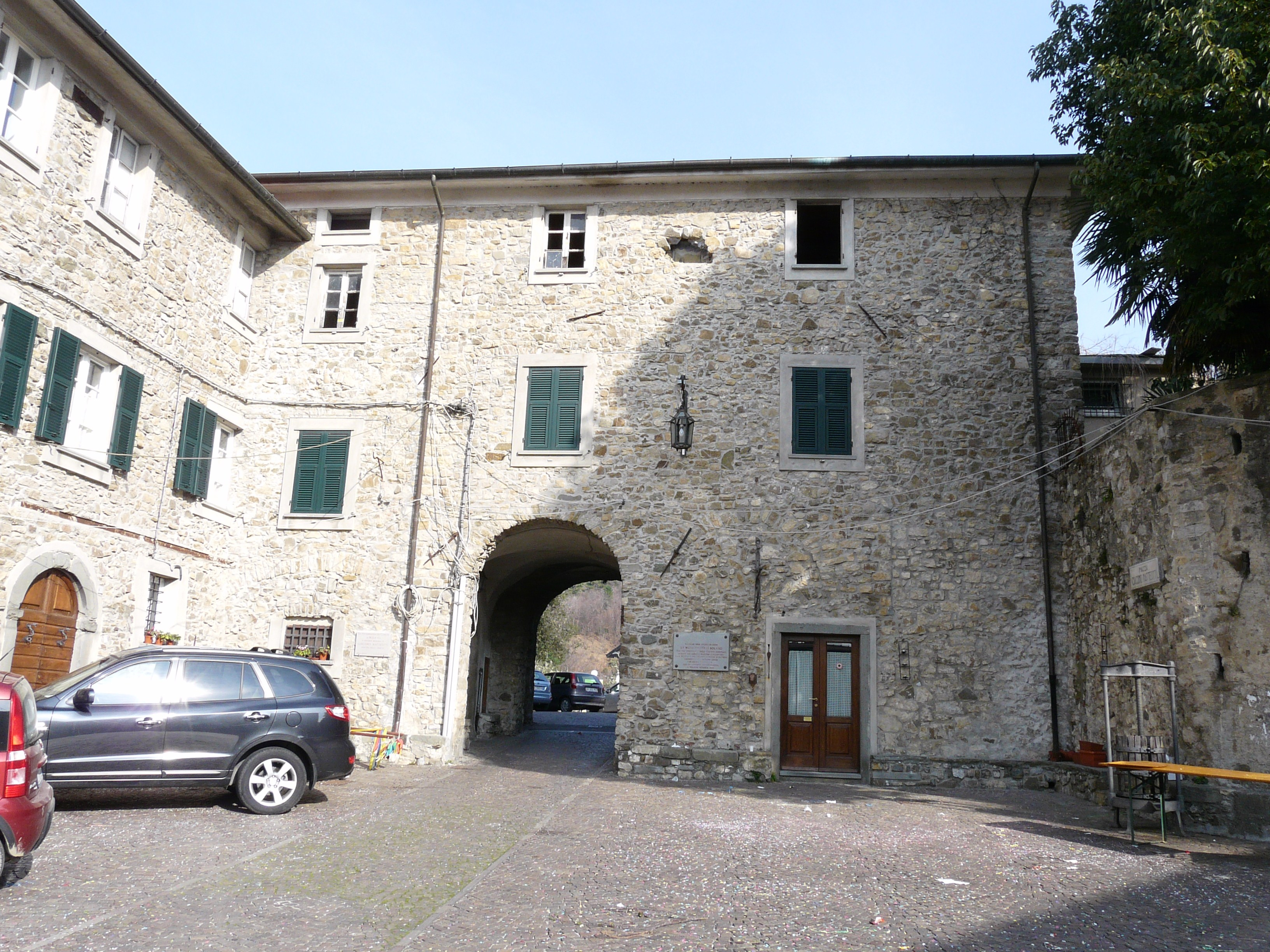
Porta Castello